# Australie aux Jeux mondiaux de 2017
Cet article contient des informations sur la participation et les résultats de l'Australie aux Jeux mondiaux de 2017 à Wrocław en Pologne.

## Médailles

### Or
| Sport                     | Discipline                      | Sportifs         |
| Médaille d'or : 3         |                                 |                  |
| Sauvetage sportif         | Femmes - 100 m Mannequin palmes | Pamela Hendry    |
| Sauvetage sportif         | Hommes - 200 m Obstacles        | Bradley Woodward |
| Ski nautique et wakeboard | Hommes - Figures                | Josh Briant      |

### Argent
| Sport                                    | Discipline                          | Sportifs                                                                              |
| Médaille d'argent : 5 (+1 démonstration) |                                     |                                                                                       |
| Sauvetage sportif                        | Femmes - 50 m Mannequin             | Mariah Jones                                                                          |
| Sauvetage sportif                        | Femmes - 200 m Super sauveteur      | Prue Davies                                                                           |
| Sauvetage sportif                        | Femmes - Relais 4 x 50 m Bouée tube | Australie - Prue Davies - Chelsea Gillet - Pamela Hendry - Mariah Jones - Rachel Wood |
| Sauvetage sportif                        | Femmes - Relais 4 x 50 m Obstacles  | Australie - Prue Davies - Pamela Hendry - Mariah Jones - Rachel Wood                  |
| Sauvetage sportif                        | Hommes - Relais 4 x 50 m Bouée tube | Australie - Samuel Bell - Matthew Davis - Jake Smith - Bradley Woodward               |
| Speedway (dem.)                          | Équipe                              | Australie - Jason Doyle (en) - Chris Holder (en) - Max Fricke (en)                    |

### Bronze
| Sport                  | Discipline                     | Sportifs |
| Médaille de bronze : 6 |                                | |
| Crosse                 | Tournoi                        | Australie- Abbie Burgess - Courtney Hobbs - Rebecca Lane - Stella Justice-Allen - Megan Barnett - Bonnie Wells - Sachiyo Yamada (ja) - Sarah Mollison - Sarah Lowe - Theadora Kwas - Ashtyn Hiron - Rebecca Banyard - Verity Clough - Beth Varga - Elizabeth Hinkes |
| Sauvetage sportif      | Femmes - 100 m Bouée tube      | Pamela Hendry |
| Sauvetage sportif      | Femmes - 200 m Super sauveteur | Mariah Jones |
| Sauvetage sportif      | Hommes - 50 m Mannequin        | Bradley Woodward |
| Sauvetage sportif      | Hommes - 100 m Bouée tube      | Samuel Bell |
| Sauvetage sportif      | Hommes - 200 m Super sauveteur | Tom Montgomery |